# Dely Ibrahim
Dely Ibrahim est une commune algérienne de la wilaya d'Alger, située dans la banlieue ouest d'Alger.

## Géographie
La commune de Dely Ibrahim est une commune de la wilaya d'Alger en Algérie, située dans la proche banlieue Ouest d'Alger ; à environ 7 km à l'ouest d'Alger-Centre; située à 280 m d'altitude.
| Cheraga     | Beni Messous | Bouzareah           |
| Cheraga     | Dely Ibrahim | Ben Aknoun, El Biar |
| Ouled Fayet | El Achour    | Ben Aknoun          |

## Histoire
La cité a été fondée par le gendre du dey Hussein, l'Agha Ibrahim; celui-là qui commanda les forces algériennes lors de la Bataille de Staoueli le 19 juin 1830. 
Le 21 décembre 1832, avec l'installation de 50 familles d'origine allemande, est créé par le Duc de Rovigo le premier centre de colonisation à Haouch Dely Ibrahim.
Le 31 décembre 1856, le centre est érigé en commune de plein exercice.
À la veille de l'indépendance on compte dans le village 1216 habitants.
Le cimetière du Commonwealth subsiste  toujours et est très bien entretenu. Il est près de l'ambassade du Qatar en Algérie.

## Démographie
| 1987   | 1998   | 2008   |
| ------ | ------ | ------ |
| 22 648 | 30 576 | 35 230 |

## Éducation et enseignement

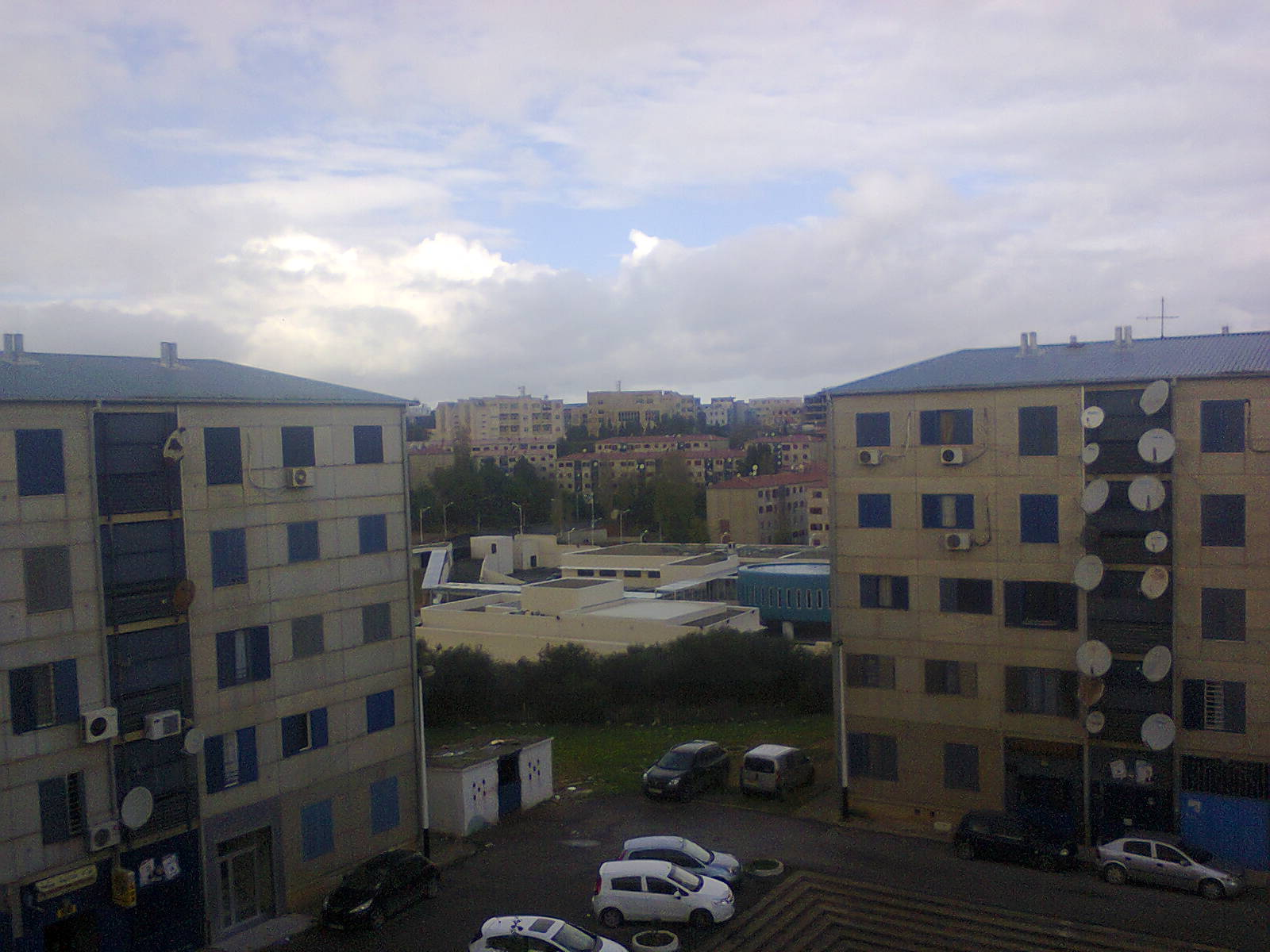
La nouvelle école primaire française du lycée international Alexandre Dumas au quartier d'Aïn Allah, Dely Brahim.

La commune compte 11 écoles, 3 collèges et 1 lycée.
De nombreuses écoles privées y ont été créées depuis le début des années 1990.
L’école primaire du lycée international Alexandre Dumas a ouvert ses portes à la rentrée 2012 au niveau de cette localité, 10 ans après l’ouverture du lycée international Alexandre-Dumas (Liad) en septembre 2002, puis celle du collège en septembre 2008 ( à Ben Aknoun).
Cet établissement appartient au réseau de l'Agence pour l'enseignement français à l'étranger (AEFE) qui compte plus de 485 écoles, collèges et lycées repartis dans 130 pays et accueillant plus de 300 000 élèves .
La commune est également un grand centre universitaire avec l'implantation de l'École nationale supérieure des Sciences de la mer et de l'Aménagement du Littoral (ENSSMAL), d'une annexe de l'université d'Alger comportant la faculté des sciences de gestion et d'économie et une cité universitaire pour fille y existe aussi.

## Structure d'importance dans le secteur de la santé
La commune comporte le nouveau siège de l'Institut Pasteur d'Algérie, ainsi que plusieurs de ses laboratoires et services, dont le Laboratoire national de Contrôle des Produits pharmaceutiques (LNCPP) et le Centre national de Toxicologie (CNT), créé en 1998 s'y trouvent également au même site. Ainsi que l'entreprise pharmaceutique privée El Kendi.

## Sport
- Club sportif amateur Nadi Riadhi Dely Ibrahim (NRDI), club phare de la commune de Dely Ibrahim, il a été créé en 1963 sous le nom de JSDI avec une seule discipline le football. À la fin des années 1970, le club a été rattaché pour des raisons administratives au conseil communal des sports d’El Biar sous l’appellation de l’IRBEB ‘C’. En 1985, après le découpage administratif et la création de la commune de Dely Ibrahim, le club réapparaît sous la forme d’une association sportive communale avec plusieurs disciplines (le football, le judo, le karaté, etc.) et une nouvelle dénomination : le NRDI (Nadi Riadhi Dely Ibrahim). Aujourd’hui le NRDI compte plus de 1500 athlètes répartis en 12 sections actives dont :

football, basketball, cyclisme, natation, athlétisme, judo, karaté, aïkido, boules, golf, sports mécaniques, tir sportif.
- Étoile Sportive Fougeroux Clairval (ESFC) (noir et blanc).
- Club de football de Amel Dely Ibrahim (ADI) (jaune et noir).

## Lieux principaux
- Bois Des Cars
- stade 5 juillet 1962
- Le siege de La féderation Algerienne de football (FAF)[3].
- Concentrix Algerie